# Linia kolejowa 141 Leopoldov – Kozárovce
Linia kolejowa nr 141 Leopoldov – Kozárovce – linia kolejowa na Słowacji o długości 83 km, łącząca Leopoldov z Kozárovicami. Jest to linia jednotorowa oraz niezelektryfikowana.